# Daklozenkrant

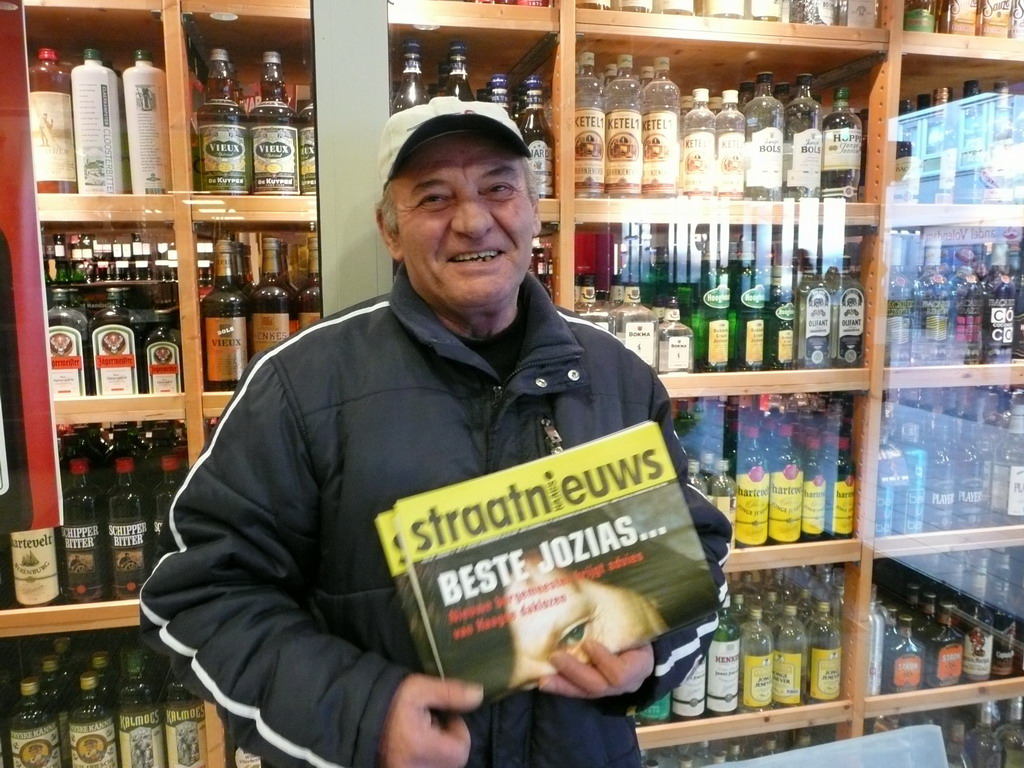
Verkoper van een daklozenkrant

Een daklozenkrant (ook wel straatkrant) is een krant die in verschillende landen op straat wordt verkocht door personen zonder vaste woon- of verblijfplaats.
Het doel van daklozenkranten is om daklozen en bijzonder arme mensen een manier te bieden om voor zichzelf te zorgen via een wettelijk toegestane inkomstenbron. Een deel van de opbrengst van de verkochte kranten mogen ze namelijk zelf houden. Op die manier vormt de verkoop ervan een alternatief voor illegale activiteiten of bedelen. De organisatie achter de uitgifte van daklozenkranten helpt zogezegd daklozen om zichzelf te helpen.

## Geschiedenis
De eerste daklozenkrant van Europa was The Big Issue in Londen. Deze werd voor het eerst uitgegeven in 1991 en bleek al gauw een groot succes. In 1994 werd in Utrecht dan ook de eerste Nederlandse daklozenkrant, genaamd Straatnieuws, opgericht. Later ontstonden in Amsterdam Z magazine (1995), in Den Haag het gelijknamige Straatnieuws, in Rotterdam De Rotterdamse Straatkrant, in 1998 opgevolgd door Straatmagazine, in 's-Hertogenbosch De Zelfkrant, in zowel Arnhem als Nijmegen als Apeldoorn Impuls (deze is later door geldproblemen verdwenen en ook hier wordt nu straatnieuws verkocht), en in Groningen, Friesland en Drenthe De Riepe. Iedere krant wordt alleen uitgegeven en verkocht in haar eigen gebied om zo ieder een goede kans te geven.

## Werkwijze
Het doel achter de daklozenkranten is dat deelnemers langzaam steeds meer verantwoordelijkheid krijgen en nemen in hun werk. De begeleiding van de distributeurs wordt door de organisatie zelf ter hand genomen. De kranten worden betaald door middel van advertentieverkoop en de opbrengsten van de straatverkoop. De straatverkopers van daklozenkranten kunnen de kranten vaak inkopen voor een gereduceerd tarief, bijvoorbeeld de helft van de verkoopprijs. Wie geen geld heeft om de verkoop de eerste keer op te starten, wordt eerst op weg geholpen met een eenmalig klein krediet. Met het geld dat de verkoop van de krant oplevert, kunnen verkopers vervolgens weer nieuwe kranten kopen.
Daklozenkranten voorzien daklozen niet alleen van een bescheiden inkomen maar ook van een zekere dosis zelfrespect. Het is daarnaast ook een middel om het grote publiek bekend te maken met dak- en thuislozen en de problemen waar zij dagelijks mee moeten omgaan.

## Verkopers
Zoals gezegd worden daklozenkranten verkocht door personen zonder vaste woon- of verblijfsplaats. Bij de meeste organisaties worden echter wel regels gesteld over wie aan de projecten mag deelnemen. Zo wordt eerst gecontroleerd of een verkoper daadwerkelijk dakloos is, en moet de verkoper zich houden aan bepaalde gedragsregels. Dit betekent bij sommige organisaties bijvoorbeeld "geen drugs of alcohol tijdens het werk", of bij andere weer dat men helemaal geen gebruiker van dergelijke middelen mag zijn.
Daarnaast worden in Nederland soms ook gevangenen met een lichte straf overdag beziggehouden met het verkopen van straatkranten.

## Internationaal
In het Verenigd Koninkrijk is de naam van de daklozenkrant The Big Issue. Er worden vijf edities uitgegeven: The Big Issue (werkend vanuit Londen), The Big Issue in the North (vanuit Manchester), The Big Issue Scotland (vanuit Glasgow), The Big Issue South West (met kantoren in Bristol en Cardiff) en The Big Issue Cymru (voor Wales, maar wel in het Engels, werkend vanuit Cardiff). Deze organisatie heeft zich inmiddels uitgebreid naar andere landen, waardoor momenteel ook The Big Issue Australia, The Big Issue South Africa, The Big Issue Namibia en The Big Issue Japan actief zijn.
Een leuke wetenswaardigheid is dat de Engelse koningin Elizabeth ooit een daklozenkrant kocht, en dan wel gewoon van een straatverkoper.
In Tsjechië wordt Nový Prostor uitgegeven.

## Pausinterview
In 2015 interviewde een Utrechtse Straatnieuwsverkoper Paus Franciscus. Het was de eerste keer dat de paus een interview gaf aan een Nederlands medium. Het interview werd tevens gepubliceerd in daklozenkranten wereldwijd.

## Maxima-interview
In 2016 interviewde Straatjournaalverkoper Evert Koningin Maxima. Het interview werd gedeeld met alle Nederlandse straatkranten. Het was een grote uitzondering dat de koningin van Nederland een een-op-een interview afgaf aan een blad.

## Omstreden daklozenkrant
Een krant die in meerdere Europese landen op straat wordt verkocht, is de tweetalige Het Daklozenwoord. Van deze krant wordt gezegd dat het hierbij niet gaat om een officiële daklozenkrant. Dit is onderwerp van discussie, met name over het feit wat een 'officiële' daklozenkrant precies is en of het Daklozenwoord, vooral verkocht door Roma, daar wel of niet onder zou vallen. De kritiek op officiële Nederlandse daklozenkrant-instanties is dat zij deze initiatieven uitsluiten.
Op het Roemeens-Nederlandse forum prikbord.ropromo.org wordt regelmatig verslag gedaan van deze omstreden krant; deze krant wordt beheerd door een internationaal opererende Roemeense bende die hun verkopers verplicht alle opbrengsten af te staan. Vermoedelijk heeft deze criminele organisatie haar zetel in Brussel.